# Curdlano
Il curdlano è un β-glucano formato da unità monomeriche di glucosio legate fra loro tramite legame β-1,3 con formazione di una catena lineare. Viene ricavato commercialmente dal batterio Agrobacterium biovar e trova applicazione come agente gelificante. È un additivo alimentare noto con la sigla E424.
A seconda delle condizioni operative utilizzate, il curdlano è in grado di formare gel sia termoreversibili sia termicamente irreversibili: riscaldando una soluzione di curdlano fino a circa 65 °C, per successivo raffreddamento si ottiene un gel termoreversibile, mentre a partire da una temperatura di 80 °C si ottiene un gel termicamente irreversibile e più forte.
Questo (1→3)-β-D-glucano viene prodotto anche da diversi batteri che colonizzano il suolo, da altri associati alle piante, e da batteri patogeni per l'uomo, costituendo il principale componente dei materiali capsulari. Altri organismi produttori di curdlano sono, ad esempio, appartenenti alla famiglia delle Rhizobiaceae. 
È stato riscontrato, da studi genetici condotti su Agrobacterium, che in carenza di azoto un operone (crdASC) agisce aumentando la sintesi del polisaccaride.